# 弗朗西斯敦 (新罕布什爾州)
弗朗西斯敦（英語：Francestown）是一個位於美國新罕布什爾州希爾斯波羅縣的鎮。

## 人口
根據2020年美國人口普查的數據，弗朗西斯敦的面積為78.70平方千米，當中陸地面積為77.20平方千米，而水域面積為1.50平方千米。當地共有人口1610人，而人口密度為每平方千米20人。